# Luật An ninh mạng Trung Quốc
Luật An ninh mạng Trung Quốc được ban hành để tăng cường an ninh mạng và an ninh quốc gia, bảo vệ chủ quyền không gian mạng (cyberspace sovereignty) và lợi ích công cộng (public interest), bảo vệ quyền và lợi ích hợp pháp của công dân, pháp nhân và các tổ chức khác và thúc đẩy phát triển kinh tế và xã hội lành mạnh.

## Lịch sử
Luật này đã được ban hành bởi Ủy ban Thường vụ Đại hội Đại biểu Nhân dân Toàn quốc Cộng hòa Nhân dân Trung Hoa vào ngày 7 tháng 11 năm 2016 và được thực hiện vào ngày 1 tháng 6 năm 2017. Nó yêu cầu các nhà khai thác mạng lưu trữ dữ liệu được chọn trong phạm vi Trung Quốc và cho phép chính quyền Trung Quốc tiến hành kiểm tra tại chỗ đối với các hoạt động mạng của công ty.
Bộ Công nghiệp và Công nghệ thông tin Trung Quốc (MIIT, tiếng Trung: 中华人民共和国工业和信息化部 (Trung hoa nhân dân cộng hoà quốc công nghiệp hoà tín tức hoá bộ)/ Zhōnghuá rénmín gònghéguó gōngyè hé xìnxī huà bù) biện minh luật này là phương tiện để theo đuổi chính sách Go Out (Go Out policy, tiếng Trung: 走出去 (Tẩu xuất khứ)/ Zǒu chūqù) mà họ đã kiên trì kể từ năm 1999.
An ninh mạng được công nhận là Luật pháp cơ bản. Điều này đặt luật lên hàng đầu của sự lập pháp (legislation) có cấu trúc kim tự tháp về an ninh mạng. Luật là một sự phát triển của các quy tắc an ninh mạng đã tồn tại trước đó, và các quy định từ các cấp và lĩnh vực khác nhau, đồng hóa chúng để tạo ra một luật có cấu trúc ở cấp vĩ mô. Luật cũng đưa ra các định mức nguyên tắc về một số vấn đề không khẩn cấp ngay lập tức, nhưng có tầm quan trọng lâu dài. Các định mức quy tắc (norm) này sẽ phục vụ như một tài liệu tham khảo pháp lý khi các vấn đề mới phát sinh.

## Điều khoản
Luật tạo ra 
- Nguyên tắc chủ quyền không gian mạng[4]
- Xác định nghĩa vụ bảo mật của các nhà cung cấp sản phẩm và dịch vụ internet.
- Nêu chi tiết nghĩa vụ bảo mật của nhà cung cấp dịch vụ Internet (ISP)
- Hoàn thiện hơn nữa các quy tắc bảo vệ thông tin cá nhân[5]
- Thiết lập một hệ thống bảo mật cho cơ sở hạ tầng thông tin quan trọng[6]
- Thiết lập các quy tắc cho việc truyền dữ liệu xuyên quốc gia tại cơ sở hạ tầng thông tin quan trọng[7]

Luật An ninh mạng được áp dụng cho các nhà mạng và doanh nghiệp trong các "lĩnh vực quan trọng" (critical sector) Theo các lĩnh vực quan trọng, Trung Quốc tạm chia các doanh nghiệp trong nước thành các doanh nghiệp Mạng có liên quan đến dịch vụ viễn thông, dịch vụ thông tin, vận tải năng lượng, nước, dịch vụ tài chính, dịch vụ công cộng và dịch vụ chính phủ điện tử.
Các định nghĩa này có nghĩa là luật được áp dụng cho hầu hết các doanh nghiệp ở Trung Quốc quản lý email của riêng họ hoặc các mạng dữ liệu khác. Các nhà khai thác mạng được mong đợi, trong số những thứ khác, để: làm rõ trách nhiệm an ninh mạng trong tổ chức của họ, thực hiện các biện pháp kỹ thuật để bảo vệ hoạt động của mạng và ngăn chặn rò rỉ dữ liệu và trộm cắp; và báo cáo bất kỳ sự cố an ninh mạng nào cho cả người dùng mạng và bộ phận triển khai có liên quan cho lĩnh vực đó.
Luật này bao gồm các khoản mục (subdivision) hỗ trợ của các quy định chỉ rõ mục đích của nó. Ví dụ, Quy định và Biện pháp Bảo vệ an ninh CII để Đánh giá Bảo mật đối với việc Chuyển Thông tin Cá nhân và Dữ liệu Quan trọng Xuyên biên giới. Tuy nhiên, luật vẫn chưa được gọi là cố định, vì các cơ quan chính quyền của Trung Quốc đang bị chiếm đóng với việc xác định các luật bất ngờ hơn để tương ứng tốt hơn với Luật An ninh mạng. Bằng cách kết hợp các luật đã có từ trước về VPN và bảo mật dữ liệu vào Luật An ninh mạng, chính phủ Trung Quốc đang củng cố luật kinh doanh tại Trung Quốc.
Luật An ninh mạng cũng đưa ra các quy định và định nghĩa chi tiết về trách nhiệm pháp lý hợp pháp (legal liability). Đối với các loại hành vi (conduct) bất hợp pháp khác nhau, Luật đặt ra nhiều hình phạt khác nhau, chẳng hạn như phạt tiền, đình chỉ cải chính, thu hồi giấy phép và giấy phép kinh doanh, và các hình phạt khác. Luật theo đó (accordingly) cấp cho cơ quan quản lý hành chính và an ninh mạng các quyền và hướng dẫn để thực hiện việc thực thi pháp luật đối với các hành vi bất hợp pháp.
Mặc dù sự kiểm duyệt ảnh hưởng đến toàn bộ quốc gia, nhưng nó không ảnh hưởng đến các khu vực hành chính đặc biệt của Trung Quốc như Hồng Kông và Ma Cao. Điều này là do các khu vực này được hưởng quyền tự chủ cao, như được quy định trong luật địa phương và nguyên tắc "Một quốc gia, hai chế độ".

## Tranh cãi
Cùng với Tường lửa Vĩ đại, các hạn chế gia tăng liên quan đến tiếng nói, đặc biệt là giữa các công ty nước ngoài. Về các yêu cầu kiểm tra tại chỗ và chứng nhận, các công ty luật quốc tế đã cảnh báo rằng các công ty có thể được yêu cầu cung cấp mã nguồn, mã hóa hoặc thông tin quan trọng khác để chính quyền xem xét, làm tăng nguy cơ thông tin này bị mất, được chuyển cho các đối thủ cạnh tranh địa phương hoặc được chính quyền sử dụng.
Luật này đã gây ra các khiếu nại cả trong nước và quốc tế do từ ngữ của nó. Các công ty và doanh nghiệp nước ngoài tại Trung Quốc bày tỏ lo ngại rằng luật này có thể cản trở các khoản đầu tư trong tương lai vào Trung Quốc, bởi vì luật pháp hiện yêu cầu họ "lưu trữ dữ liệu của họ trên các máy chủ địa phương do luật pháp Trung Quốc quản lý và hợp tác với các cơ quan an ninh quốc gia Trung Quốc nếu được yêu cầu", có khả năng thỏa hiệp bí mật kinh doanh và thông tin nhạy cảm.
Để tuân thủ luật pháp, chẳng hạn, Apple tuyên bố rằng họ sẽ chuyển hoạt động của iCloud tại Trung Quốc đại lục cho một công ty dữ liệu do chính phủ tài trợ có tên Gu Fuzhou-Cloud Big Data. Trong khi đó, các dịch vụ trực tuyến, bao gồm Skype và WhatsApp, từ chối lưu trữ dữ liệu của họ tại địa phương và bị cấm hoạt động ở Trung Quốc hoặc bị hạn chế mở rộng thêm.
Điều 9 của luật an ninh mạng quy định rằng "các nhà khai thác mạng phải tuân thủ các quy tắc xã hội và đạo đức thương mại, trung thực và đáng tin cậy, thực hiện nghĩa vụ bảo vệ an ninh mạng, chấp nhận sự giám sát từ chính phủ và công chúng, và chịu trách nhiệm xã hội". Điều khoản mơ hồ như vậy bị nghi ngờ làm tăng lực lượng bảo vệ của chính phủ để giải thích và khẳng định sự cần thiết phải can thiệp. Những can thiệp như vậy sẽ bao gồm các cuộc điều tra có thể phân tán vào các hiệp hội thương mại chính phủ yêu cầu kiểm tra tại chỗ tại công ty nước ngoài.
Các công ty nước ngoài hiện được đặt giữa hai lựa chọn: Một, họ có thể đầu tư vào máy chủ dữ liệu mới ở Trung Quốc để tuân thủ nội địa hóa dữ liệu hoặc chịu chi phí mới để thuê một nhà cung cấp máy chủ địa phương, chẳng hạn như Huawei, Tencent hoặc Alibaba, đã chi hàng tỷ đô la trong những năm gần đây để thành lập các trung tâm dữ liệu trong nước như là một phần của Kế hoạch 5 năm Trung Quốc của Bắc Kinh (2011-2015). Đầu tư đáng kể của các công ty công nghệ Trung Quốc trong những năm gần đây, một trong những lý do chỉ trích luật mới, tin rằng nó được thiết kế một phần để củng cố ngành quản lý dữ liệu và viễn thông nội địa Trung Quốc chống lại các đối thủ toàn cầu.
Tuy nhiên, một công ty quốc tế tại Trung Quốc đã báo cáo với PGI rằng ý định của luật pháp là không cấm các doanh nghiệp nước ngoài hoạt động tại Trung Quốc, cũng không phải để tăng sức cạnh tranh của Trung Quốc. Trên thực tế, liên quan đến một nghiên cứu của Matthias Bauer và Hosuk Lee-Makiyama vào năm 2015, nội địa hóa dữ liệu gây ra thiệt hại nhỏ cho tăng trưởng kinh tế do sự thiếu hiệu quả phát sinh từ các quá trình chuyển dữ liệu và sao chép dữ liệu giữa một số khu vực pháp lý (jurisdictions). Như một vấn đề thực tế, yêu cầu địa phương hóa dữ liệu thay vào đó nên được coi là một động thái hợp pháp của Bắc Kinh — mang dữ liệu thuộc thẩm quyền của Trung Quốc sẽ giúp việc truy tố các thực thể được coi là vi phạm luật Internet của Trung Quốc.
Chủ tịch của AmCham South China, Harley Seyedin tuyên bố rằng các công ty nước ngoài đang phải đối mặt với những lo ngại lớn vì nó đã làm tăng đáng kể chi phí hoạt động và có tác động lớn đến cách thức kinh doanh ở Trung Quốc. Cụ thể hơn, ông tuyên bố rằng luật an ninh mạng tiếp tục tạo ra "sự không chắc chắn của cộng đồng trong cộng đồng đầu tư và điều đó dẫn đến, tối thiểu, hoãn một số khoản đầu tư R&D".
Luật này đã bị chỉ trích rộng rãi bởi các nhà hoạt động xã hội vì hạn chế tự do ngôn luận. Ví dụ, luật yêu cầu thẳng thừng hầu hết các dịch vụ trực tuyến hoạt động tại Trung Quốc phải thu thập và xác minh danh tính người dùng của họ và khi được yêu cầu phải giao thông tin đó cho cơ quan thực thi pháp luật. Các nhà hoạt động tuyên bố rằng chính sách này ngăn cản mọi người tự do bày tỏ suy nghĩ của họ trực tuyến.